# Legoshi, a farkas
A Legoshi, a farkas (eredeti: Beastars) egy japán mangasorozat, amelyet Paru Itagaki írt és illusztrált. Az Akita Shoten Weekly Shōnen Champion című magazinjában jelent meg 2016 szeptemberétől 2020 októberéig, fejezeteit 22 tankōbon kötetben gyűjtötték össze. A történet egy olyan világban játszódik, ahol modern, civilizált antropomorf állatok élnek, akik nap mint nap szembesülnek a húsevők és a növényevők közti kulturális szakadékkal. A sorozat az eredeti címét egy, a Beastars-univerzumban megjelenő címről kapta, a Vadsztárról, amit csak azok a diákok kapnak, aki kiemelkedőek és képesek arra, hogy egyesítsék az állatokat a faji különbségek ellenére is.
Egy anime adaptáció is készült hozzá, amit az Orange készített és a Fuji TV +Ultra sugárzott 2019 októbere és decembere között. A második évad 2021. januártól márciusig került adásba. A harmadik, egyben utolsó évadot 2021 decemberében jelentették be. Az animesorozat a Netflix tulajdonában áll. Az első évad Japánon kívül bemutatására 2020 márciusában, a második 2021 júliusában került sor.
A Legoshi, a farkas 2018-ban számos díjat nyert, köztük az Új Alkotó Díjat a Tezuka Osamu Cultural Prize-on, a 42. Kodansha Manga Díjat a sónen kategóriában, az Új Arc Díjat a Japán Médiaművészeti Fesztiválon, valamint a 11. Manga Taishō-t, ezzel az első Akita Shoten cím lett, ami elnyerte a díjat.

## Cselekmény
Egy modern, civilizált világ, ahol antropomorf állatok élnek, akik nap mint nap szembesülnek a húsevők és a növényevők közti kulturális szakadékkal. Legoshi, egy nagy szürke farkas, a Cherryton Középiskola félénk és csendes diákja, ahol egy kollégiumban él több húsevő diákkal, köztük kedves labrador barátjával, Jackkel. Az iskola drámaklubjának tagjaként Legoshi színpadi munkásként dolgozik, és támogatja a sztártanítvány, a gímszarvas Louis által vezetett klub színészeit.
A semmiből Temet, az alpakát brutálisan meggyilkolják és felfalják az éjszaka közepén, ami a nyugtalanságot és a bizalmatlanságot kelt a növényevő és a húsevő tanulók között. Ekkor Legoshi találkozik Hal-val, a kis törpenyúllal, aki iránt egyre komolyabb érzelmeket kezd el táplálni, ugyanakkor Hal Louisba szerelmes.

## Karakterek

### Főszereplők
Legoshi (レゴシ; Hepburn: Regoshi)
Szinkronhangja: Kobayashi Chikahiro
Legoshi, aki a történet elején 17 éves, de a 14. kötetben 18 éves lesz, egy nagyon magas szürke farkas. Egy másodéves diák, Legoshi a drámaklub színpadi stábjában dolgozik, és szívesen nézi a tragikus történeteket, amelyekben soha nem kell közvetlenül részt vennie. Megkísérli elrejteni félelmetesebb vonásait, hogy jobban megismerje növényevő osztálytársait. Elvállalja, hogy kideríti, hogy ki ölte meg Temet. A húsevő mivoltával rendszeresen összeütközésbe kerülő Legoshi el akarja fojtani ragadozó vágyait, amelyek egyre bonyolultabbá válnak, ahogy Hal irányába kezd közeledni. Legoshinak is bonyolult múltja van, többnyire az anyai nagyapja, a komodói varánusz Gosha nevelte fel, mivel a farkas-komodói varánusz hibrid édesanyja öngyilkos lett, amikor Legoshi 12 éves volt. Legoshi örökölte Gosha a komodói varánusz szemét kis pupillákkal, ezzel immunis lett a komodói varánusz mérgére, bár Legoshi maga nem mérgező. Jack tud Legoshi örökségéről, de kevesen mások, és az iskolában Legoshit csak szürke farkasként ismerik.
Itagaki először a középiskolás korában fogalmazott meg egy farkas karaktert; a tervezési ötletek hasonlóak maradtak, de idővel más elképzelései voltak a karakter történetéről. Itagaki kijelentette, hogy a farkas karakterét választotta, mivel a kutyákhoz való hasonlóságuk ismerőssé teszi őket az olvasók számára, és hogy a farkasok "lopakodása" "aranyossá" teszi őket. A "Legoshi" név Lugosi Béla magyar színészre utal, Legoshi arcát pedig Mathieu Amalricről mintázta. Azt mondta: "Néha Macujama Kenicsire gondolok, amikor a testet rajzolom."
Hal (ハル; Hepburn: Haru)
Szinkronhangja: Senbongi Sayaka
Hal, harmadéves, egyedüli tagja Cherryton kertészklubjának, szexuális partnereit gyakran cserélgeti, ezért általában kiközösítik az iskolában. Fehér törpenyúlként gyakran szembesül azzal, hogy a társadalom törékeny egyénként és személyként kezeli; úgy érzi, hogy a szex az egyetlen módja annak, hogy domináljon. Hal hajlamos távolságot tartani a diáktársaitól, még az olyanoktól is, mint Legoshi és Louis, akik közelebb szeretnének kerülni hozzá
Louis (ルイ; Hepburn: Rui)
Szinkronhangja: Ono Yūki
Louis, a gímszarvas, 18 éves a történet elején, a Cherryton harmadéves diákja, és az iskola drámaklubjának sztárszínésze. A büszke és magabiztos Louisnak az az álma, hogy ő legyen a következő Vadsztár. Hajlamos lenézni a körülötte lévőket, és domináns lenni annak ellenére, hogy ragadozókkal van körülvéve növényevőként. Noha jellemzően saját vágyit szem előtt tartva manipulál, Louis kedvességet és csodálatot mutatott (különösen Legoshival szemben), ami a történet során fejlődik. Louis romantikusan összefonódott Hal-val.
Itagaki "nőies" megjelenést kölcsönöz a karakternek, és a 2. kötetben szereplő karakterek közül őt "a legnehezebben megrajzolható karakterként" jellemezte, mivel nagyon nehéz megjeleníteni rajta az érzelmeket, hozzátéve, hogy magát a karaktert nem nehéz megrajzolni. Itagaki a Louis Vuitton divatmárka, illetve számos francia király után nevezte el Louist.
Juno (ジュノ)
Szinkronhangja: Tanezaki Atsumi
Juno egy elsőéves nőstény szürkefarkas diák és a drámaklub új tagja, aki első látásra beleszeret Legoshiba, miután megvédte őt a zaklatóktól. Eltökélt szándéka, hogy megnyerje Legoshi szívét, és mellette Vadsztár legyen, hogy együtt teremtsenek egy új békés korszakot minden húsevő számára.
Gohin (ゴウヒン; Hepburn: Gōhin)
Szinkronhangja: Ōtsuka Akio
Egy óriáspanda, aki pszichiáterként és végzettség nélkül orvosként dolgozik, aki olyan húsevőket kezel és rehabilitál, akiknek ragadozó ösztöneik kezdenek elhatalmasodni felettük. Legoshival akkor találkozik először, amikor elájul a feketepiacon, és eleinte azt feltételezi, hogy Legoshi egy a sok húsevő közül, akik engednek vad ösztöneiknek, de hamarosan valamiféle barátság alakul ki kettejük között, és végül amolyan mentora lesz Legoshinak.

### Cherryton Középiskola
Jack (ジャック; Hepburn: Jakku)
Szinkronhangja: Enoki Junya
Jack egy labrador retriever és Legoshi egyik legjobb barátja. Gyerekkoruk óta ismerik egymást. Nagyon barátságos és a legjobbat akarja Legoshinak, támogatja őt, bármi is legyen.
Bill (ビル; Hepburn: Biru)
Szinkronhangja: Kojima Takaaki
Bill egy bengáli tigris és másodéves hallgató a Cherryton Középiskolán. Ő is tagja a drámaklub színjátszó szakosztályának, és arra vágyik, hogy ő legyen a következő Vadsztár, hogy bebizonyítsa, hogy egy húsevő is lehet Vadsztár. Legoshit még a színészi képességek terén is riválisának tartja.
Collot (コロ; Hepburn: Koro)
Szinkronhangja: Ōtsuka Takeo
Egy óangol juhászkutya és Legoshi barátja, akivel egy kollégiumban élnek.
Voss (ボス; Hepburn: Bosu)
Szinkronhangja: Shimozuma Yoshiyuki
Egy sivatagi róka és Legoshi barátja, akivel egy kollégiumban élnek.
Miguno (ミグノ)
Szinkronhangja: Uchida Yūma
Egy foltos hiéna és Legoshi barátja, akivel egy kollégiumban élnek.
Durham (ダラム; Hepburn: Daramu)
Szinkronhangja: Kobayashi Naoto
Egy prérifarkas és Legoshi barátja, akivel egy kollégiumban élnek.
Sanu (サヌ)
Szinkronhangja: Ochiai Fukushi
Egy pelikán és a drámaklub vezetője.
Kai (カイ)
Szinkronhangja: Okamoto Nobuhiko
Kai mongúz. Korábban a drámaklub színészcsapatának tagja volt, de Louis lefokozta. Most a színpadi stábban dolgozik és támogatja a klub színészeit.
Els (エルス; Hepburn: Erusu)
Szinkronhangja: Watabe Sayumi
Els egy angórakecske, Tem kiszemeltje. Elkezdett félni Legoshitől, miután megölték Temet, de megváltozott a véleménye, amikor a farkas oda adta neki Tem szerelmeslevelét.
Dom (ドーム; Hepburn: Dōmu)
Szinkronhangja: Muro Genki
Egy harmadéves páva és a drámaklub szinpadi stábjának vezetője.
Kibi (キビ)
Szinkronhangja: Iguchi Yūichi
Egy hangyász, a drámaklub szinpadi stábjának tagja.
Sheila (シイラ; Hepburn: Shīra)
Szinkronhangja: Hara Yuko
Egy harmadéves gepárd és magas rangú tagja a drámaklubnak, koreográfus.
Aoba (アオバ)
Szinkronhangja: Kanemasa Ikuto
Egy másodéves fehérfejű rétisas, Legoshi és Bill barátja.
Ellen (エレン; Hepburn: Eren)
Szinkronhangja: Ōchi Akane
Ellen egy másodéves alföldi zebra hallgató a Cherryton Középiskolán. A drámaklub tagja, akit nagyon tisztelnek a növényevők (bár közel sem annyira, mint Louis-t). Nagyon fél a húsevőktől, Tem halála után ő volt az első, aki egy húsevőre kezdett gyanakodni.
Mizuchi (ミズチ)
Szinkronhangja: Yamamura Hibiku
Egy paranoiás Harlequin nyúl hallgató a Cherryton Középiskolán, felsőbbrendűnek érzi magát, ugyanis ő egy veszélyeztetett fajhoz tartozik, Hal-t mindig megalázza, ugyanis ő "csak egy közönséges törpenyúl",
Legom (レゴム; Hepburn: Regomu)
Szinkronhangja: Andou Sakura
Egy leghorn tyúk hallgató a Cherryton Főiskolán, aki Legoshi mellett szokott ülni, ugyanis a diákoknak ábécé sorrendben kell ülniük a székeken. Minden szerdán eladja a tojásait az iskolai boltnak, ahol Legoshi szokott tojásokat venni a szendvicséhez. Bár ritkán érintkeznek egymással, Legom nagyra értékeli Legoshi vonzalmát a tojásai iránt.
Tem (テム; Hepburn: Temu)
Szinkronhangja: Ōtsuka Takeo
Tem egy alpaka, akit rejtélyes körülmények között meggyilkoltak. Halála előtt beleszeretett Els-be és írt neki egy szerelmeslevelet (amit Legoshi tudott és később oda adott Els-nek). A sorozat későbbi részeiben kiderül a gyilkos kiléte.
Zoe (ゾーイ; Hepburn: Zōi)
Szinkronhangja: Muro Genki
Zoe y kecske és a Cherryton Középiskola drámaklubjának tagja.
Tao (タオ)
Szinkronhangja: Kobayashi Naoto
Tao egy másodéves fekete párduc hallgató a Cherryton Középiskolán, a drámaklub tagja.
Gon (ゴン)
A szibériai tigris, aki a Cherryton Középiskola igazgatója, illetve a Minden Faj Tanács tagja, akik minden évben segítenek kiválasztani a Vadsztárt.
Pima (ピナ)
Szinkronhangja: Kaji Yūki
Pima egy elsőéves alaszkai vadjuh diák és a drámaklub új tagja.
Rokume (ロクメ)
Szinkronhangja: Kujira
Egy csörgőkígyó, aki a Cherryton Középiskola biztonsági őre, akit Legoshi elbűvölt. A neve – "Hat szem" – utalva a bőrén lévő mintákra.

### Civilek
Polgármester (市長; Hepburn: Shichō)
Szinkronhangja: Hoshino Mitsuaki
A névtelen oroszlán polgármester, aki önző módon figyelmen kívül hagyja a többi húsevő (főleg az oroszlánok) negatív viselkedését a béke megőrzése érdekében. Bevallja, hogy rendkívül sok pénzt költött plasztikai sebészetre, hogy jobban hasonlítson egy növényevőre, kizárólag azzal a céllal, hogy ne legyen annyira fenyegető, és ezért "megválaszthatóbbnak" tűnjön, lecserélte a tépőfogait fogsorra, megnagyobbította a szemét, és csökkentette a vállának a szélességét. A polgármester csak a nagy kezeit és karmait nem műtette meg, mert azokat szereti a felesége.
Ogma (オグマ; Hepburn: Oguma)
Szinkronhangja: Horiuchi Kenyu
Egy gímszarvas, aki a Szarvak Vállalat tulajdonosa és vezetője. Mivel meddő volt, és utódra szorult, örökbe fogadta Louis-t a feketepiacról még kiskorában.
Gosha (ゴーシャ; Hepburn: Gōsha)
Egy 54 éves hím komodói varánusz, aki Legoshi anyai nagyapja és egyetlen élő rokona. Gosha tinédzser korában Yahya legjobb barátja és rendőrtársa volt, és mindkettőjüket jelölték az új Fenséges Vadsztár címre. De Gosha beleszeretett Tokiba, egy szürke farkasba, és a nem tervezett hibrid terhessége arra késztette Goshát, hogy feladja ezt az álmát, és a családira összpontosítson. A mérgező fajok nem házasodhattak össze nem mérgező fajból valóakkal, de Gosha és Toki ennek ellenére együtt felnevelték a kislányukat, Leanót Toki tragikus haláláig, ezután Gosha többnyire egymaga nevelte fel unokáját, Legoshit, miután Leano egyre szorongóbb lett, és később megölte magát. Gosha fizeti Legoshi tandíját, hogy járhasson a Cherryton Középiskolába, amíg Legoshit ki nem rúgják, és ennek következtében a nyomára bukkan, és újra találkozik unokájával. Azzal, hogy Legoshinak meggyűlt a baja az igazságszolgáltatással, Yahyát is visszahozza Gosha életébe. Gosha kedves és szerető nagyapa, de egyben félelmetes harcos is, aki mindenáron megvédi a családját.
Yahya (ヤフヤ; Hepburn: Yafuya)
Egy 51 éves hím ló és az uralkodó Fenséges Vadsztár. Tinédzserként Gosha legjobb barátja és rendőrtársa volt, és azt tervezték, hogy együtt lesznek Vadsztárok, Yahya később neheztelt Goshára, amiért a családot és Tokit választotta ő helyette. Azóta Yahya csak szemléli a félvérek közötti kapcsolatokat és hibrideket, beleértve Gosha családját is, és Legoshit emeli ki, mint Gosha megbocsáthatatlan árulásának élő szimbólumát. Míg a legtöbb Vadsztár a társadalom egyesítése érdekében bekapcsolódik a médiába vagy a politikába, Yahya inkább visszahúzódó Vadsztárnak bizonyul, aki főként független igazságoszóként tevékenykedik rendőri kapcsolatokkal és nagylelkű közfinanszírozással. Azonban Yahya gyakran törvényesen küzd a társadalmi igazságosságért a bűnözők megállításával és a munkahelyi kizsákmányolás ellen. De elkövetett néhány borzasztó cselekedetet is, például bűnözőket ölt meg, és a holttestüket trágyaként használta fel a répa kertjében.
Seven (セブン; Hepburn: Sebun)
Egy 29 éves nőstény merinó juh, aki egy sportruházati cégnél dolgozik, ahol a vezetők és az alkalmazottak nagy része húsevő. Úgy dönt, hogy kiköltözik egy előkelő társasházból a Beast Apartments egyik parányi lakásába, és hamarosan új szomszédja lesz, a középiskolából kieső Legoshi.
Sagwan (サグワーン; Hepburn: Saguwān)
Egy hím pettyes fóka, aki élete nagy részét az óceánban töltötte, de később átköltözött a szárazföldre, a Beast Apartments-be, ahol azt reméli, hogy le tudja fordítani a szárazföldi irodalmat az óceánlakók nyelvére. Sagwan szokásait megdöbbentőnek tartják a szárazföldi lakosok, mint például a meztelenség a nyilvánosság előtt, de nagyon kedves és barátságos egyéniség, aki gyorsan összebarátkozik az új szomszédjaival, Sevennel és Legoshival.

### Antagonisták
Riz (リズ; Hepburn: Rizu)
Szinkronhangja: Shirokuma Hiroshi
Egy barna medve diák és a sorozat 3. szálának antagonistája. 2 méter feletti, köteles a kormány által engedélyezett gyógyszereket szedni, hogy korlátozza erejét, és így (elméletileg) csökkentse a társadalomra jelentett veszélyt. A gyógyszer mellékhatásai azonban fejfájást és fékezhetetlen agressziórohamokat váltanak ki nála, és az egyik roham során felfalta drámaklub-társát és barátját, Temet. Nem tud megbirkózni a bűntudatával, folyamatosan azzal áltatja magát, hogy Tem beleegyezett, hogy megegye, és gonoszul agresszív lesz mindenkivel – különösen Legoshival –, aki kihívja egy párbajra. A Legoshival való végső összecsapása után Riz feladja magát a hatóságoknak, és fiatalkorúak börtönébe kerül bűnei miatt, ami nagyrészt eltűnt a történetből egészen a sorozat végéig, amikor is kiderül, hogy Pima azóta közel került Rizhez, és rendszeresen meglátogatja őt.

#### Shishigumi
A Shishigumi egy oroszlánbanda, amely a feketepiacot irányító négy fő bűnszervezet egyike. Tagjai közé tartozik:
Főnök (ボス; Hepburn: Bosu)
Szinkronhangja: Hashi Takaya
Egy oroszlán, aki a Shihigumi első vezetője és a Meteor Fesztivál szálnak a fő antagonistája volt. Elrabolta és megpróbálta zaklatni Hal-t, később Legoshi legyőzte, Louis pedig megölte.
Ibuki (イブキ)
Szinkronhangja: Kusunoki Taiten
A Shishigumi tagja, amely a feketepiacon működik. Ibuki okos és nyugodt fokföldi oroszlán ellentétben a vakmerő társaival. Erős apa-fiú kapcsolata van Louis-val.
Free (フリー; Hepburn: Furī)
Szinkronhangja: Kimura Subaru
A Shishigumi tagja, egy heves vérmérsékletű ázsiai oroszlán, aki aktívan átveszi a vezetést a területi háborúkban. Agresszív, de szeret viccelődni is.
Melon (メロン; Hepburn: Meron)
Egy 24 éves hím gazella/leopárd hibrid, aki a Shishigumi bűnszövetkezet új vezetője és a második szál elsődleges antagonistája.Szociopata sorozatgyilkos, aki fiatal gyermekkora óta több tucat embert ölt meg, köztük saját anyját is. Arca felső fele olyan, mint egy gazella, akinek szarva van, de az alsó fele olyan, mint egy foltos leopárdé, és általában arcmaszkot visel nyilvánosan, hogy közönséges növényevőnek tűnjön, így nyerve az áldozatai bizalmát. Melon szereti bántani a körülötte lévőket, és a fájdalmat élvezettként éli meg, és emiatt időnként öncsonkít.

#### Dokugumi
A Dokugumi komodói varánuszok bandája, amely a feketepiacot irányító négy fő bűnszervezet egyike. Minden tagja gázmaszkot visel, vagy bármit, ami eltakarhatja a szájukat.
Savon (サボン; Hepburn: Sabon)
Egy komodói varánusz, a Dokugumi vezetője.

#### Inarigumi
Az Inarigumi egy nőstény rókákból álló banda, amely a feketepiacot irányító négy fő bűnszervezet egyike.
Ten (テン)
Egy nőstény vörös róka szemfedőben, az Inarigumi vezetője.

#### Madaragumi
A Madaragumi egy leopárdokból és jaguárokból álló banda, amely a feketepiacot irányító négy fő bűnszervezet egyike.
Miso (味噌)
Egy leopárd, a Madaragumi vezetője.

## Média

### Manga
A Legoshi, a farkast Paru Itagaki írta és illusztrálta, 196 fejezettel jelent meg az Akita Shoten shōnen manga magazinjában, a Weekly Shōnen Championban 2016. szeptember 8. és 2020. október 8. között. Az Akita Shoten huszonkét tankōbon- kötetbe gyűjtötte össze fejezeteit, amelyeket 2017. január 6. és 2021. január 8. között adtak ki.

### Anime
2019 februárjában bejelentették, hogy a Legoshi, a farkas kap egy anime adaptációt, amit a CG Orange fog elkészíteni Matsumi Shin'ichi rendezte a sorozatot, Higuchi Nanami a sorozat kompozícióját kezelte, Ootsu Nao a karaktereket, Kōsaki Satoru  pedig a sorozat zenéjét komponálta.  A sorozatot 2019. október 10. és december 26. között sugározták köztük a Fuji TV +Ultra anime programozási blokkján és más csatornákon. A tévéadás végén bejelentették a második évadot.  Az Orange stúdió visszatért a második évad elkészítéséhez, amelyet 2021. január 7. és március 25. között adtak le.
ALI adta elő a sorozat első főcímdalát, a "Wild side-ot", míg Yurika a sorozat végefőcímdalait, a "Le zoo-t" (2., 5., 8. és 9. rész), a "Sleeping Instinct-et" (3., 7. és 10. rész), "Marble-t" (4., 6. és 11. rész.) és "Floating Story on the Moon-t" (12. rész.). A második évad főcímdala a "Kaibutsu" (怪物, ’"Monster"’), a végefőcímdal pedig a "Yasashii Suisei" (優しい彗星, ’"Comet"’). Mindkét dalt Yoasobi adja elő.
A Legoshi, a farkas 1. évada 2020. március 13-án jelent meg a Netflixen Japánon kívül. A második évada 2021. július 15-én jelent meg a streaming szolgáltatásban.
2021. július 20-án az Orange stúdió és a Netflix Japan bejelentette, hogy az animesorozat megkapja a harmadik évadot. 2021. december 7-én a Studio Orange bejelentette, hogy a folytatás lesz az utolsó évad.

### Színdarab
2019. december 4-én a Weekly Shōnen Champion első 2020-as magazinszámában bejelentették, hogy készül egy a mangán alapuló színdarab. Eredetileg 2020 áprilisában debütált volna Tokióban és Oszakában. 2020 március végén bejelentették, hogy a darabot a COVID-19 világjárvány miatt törölték. A tervek szerint azonban ehelyett inkább elhalasztják.

## Fogadtatás
A sorozat 2021 októberében 7,5 millió példányban jelent meg. 2017 decemberében a sorozat a második helyre került a 2018-as legjobb férfiakat célzó mangák listáján a Kono Manga ga Sugoiban!-ban, csak a The Promised Neverland előzte meg. A sorozat 2018 márciusában megnyerte a 11. alkalommal megrendezett Manga Taishō-t, először nyerte meg ezt a díjat egy Akita Shoten-manga. 2018 áprilisában elnyerte az Új Alkotó Díjat a Tezuka Osamu Cultural Prize-on. 2018 májusában elnyerte a Legjobb Sónen Manga díját a 42. Kodansha Manga Díjat. 2018 márciusában megnyerte az Új Arc Díjat a Japan Media Arts Festival Awards díjátadón. A 2020-as Eisner-díjon jelölték a legjobb amerikai kiadású nemzetközi alkotásra az Ázsia kategóriában.

### Díjak
A Legoshi, a farkast Ursa Major-díjra jelölték a legjobb drámai sorozat kategóriában. Az Ursa Major díjakat a furry alkotások területén ítélik oda, és ezek a fő díjak az antropomorfizmus területén.

## Fordítás
Ez a szócikk részben vagy egészben  a   Beastars című angol Wikipédia-szócikk ezen változatának fordításán alapul.  Az eredeti cikk szerkesztőit annak laptörténete sorolja fel. Ez a jelzés csupán a megfogalmazás eredetét és a szerzői jogokat jelzi, nem szolgál a cikkben szereplő információk forrásmegjelöléseként.